# Karel van der Meer (violist)
Karel van der Meer (Den Haag, 21 januari 1862 – Bloemendaal (Noord-Holland), 21 maart 1932) was een Nederlands violist.
Hij was zoon van Johannes van der Meer en Philippina Simonis. Hij was getrouwd met Maria Sophia Allegonda Meijer; uit het huwelijk kwamen Maria Philippine en Charles van de Meer voort. Zoon Charles werd cellist en trouwde met violiste en sopraan Lida Scager (Alida Catharina Maria Scager, 1890-1964). Karel werd gecremeerd op Westerveld.
Van zijn opleiding is weinig bekend, maar hij kwam in 1884 te werken als violist in het Parkorkest. Hij kreeg toen opleiding van Christiaan Timmner. Toen deze violist werd in het Concertgebouworkest verhuisde Van der Meer mee. Daar kreeg hij naam als reparateur van violen met dan ook met name voor de strijkstokken. Hij werkte er enige tijd samen met Max Möller Al voor de oprichting van dat orkest was hij werkzaam bij "De Nieuwe Muziekhandel", instrumentenbouw en muziekhandel. Hij vertrok weer om een eigen atelier te beginnen in Bussum en later in Bloemendaal, waar hij bekend werd als internationaal strijkstokkenmaker.